# Nenzyumo Ike
Nenzyumo Ike (von japanisch 念珠藻池 ‚Blaugrünalgensee‘) ist ein kleiner, mit Firn bedeckter See im Süden der Ongul-Insel in der Inselgruppe Flatvær vor der Prinz-Harald-Küste des ostantarktischen Königin-Maud-Lands.
Japanische Wissenschaftler kartierten ihn 1992 anhand von Luftaufnahmen und benannten ihn 1994.